# Ennio Fantastichini
Ennio Fantastichini, född 20 februari 1955 i Gallese i Lazio, död 1 december 2018 i Neapel, var en italiensk skådespelare.

## Filmografi (urval)
- 1990 - Djungelns hemlighet
- 1990 – Öppna dörrar
- 1995 – Ferie d'agosto
- 1995 – Vendetta
- 2002 - Napoleon